# Dwellingup
Dwellingup är en ort i Australien. Den ligger i kommunen Murray och delstaten Western Australia, omkring 87 kilometer söder om delstatshuvudstaden Perth. Antalet invånare är 347.
Runt Dwellingup är det mycket glesbefolkat, med 5 invånare per kvadratkilometer.. Närmaste större samhälle är Waroona, omkring 19 kilometer sydväst om Dwellingup.
I omgivningarna runt Dwellingup växer i huvudsak städsegrön lövskog. Genomsnittlig årsnederbörd är 943 millimeter. Den regnigaste månaden är september, med i genomsnitt 174 mm nederbörd, och den torraste är februari, med 9 mm nederbörd.